# Nati nel 1458
| Questa pagina contiene informazioni ricavate automaticamente dalle voci biografiche con l'ausilio del template Bio e di un bot. L'aggiornamento è periodico e automatico e ricostruisce completamente la pagina. Se manca una persona in questa lista, sei pregato di non aggiungerla, ma accertati piuttosto che la sua voce biografica contenga il template Bio e che i dati anagrafici siano correttamente compilati. Se il template Bio manca, inseriscilo tu stesso o, in alternativa, metti l'avviso {{tmp\|Bio}} che ne segnala la mancanza. Se i dati riportati sono sbagliati, correggi direttamente la voce biografica; le modifiche saranno visibili in questa lista entro pochi giorni. Per chiarimenti vedi il progetto biografie. La lista contiene solo le 38 persone che sono citate nell'enciclopedia e per le quali è stato implementato correttamente il template Bio. Pagina aggiornata al 10 lug 2025. |

- 9 febbraio - Luigia Gonzaga, nobile italiana († 1542)
- 9 aprile - Camilla Battista da Varano, religiosa, mistica e umanista italiana († 1524)
- 13 aprile - Giovanni II di Kleve, nobile tedesco († 1521)
- 30 aprile - Ottaviano Maria Sforza, conte († 1477)
- 2 maggio - Eleonora di Viseu, regina († 1525)
- 30 maggio - Francesco Del Pugliese, politico e mecenate italiano
- 25 luglio - Tommaso Sardi, religioso italiano († 1517)
- 18 agosto - Lorenzo Pucci, cardinale e vescovo cattolico italiano († 1531)
- 11 settembre - Bernardo Accolti, poeta, drammaturgo e politico italiano († 1535)
- 3 ottobre - Casimiro di Cracovia, nobile polacco († 1484)
- 26 ottobre - Giovanni Spataro, teorico musicale e compositore italiano († 1541)
- 25 dicembre - Amago Tsunehisa, militare giapponese († 1541)
- Andrea Matteo III Acquaviva, condottiero italiano († 1529)
- Bernardino Benali, tipografo italiano
- Pietro Bonomo, vescovo cattolico, letterato e diplomatico italiano († 1546)
- Pier Luigi Borgia, nobile e generale spagnolo († 1488)
- Sebastian Brant, umanista, poeta e giurista tedesco († 1521)
- Galeazzo Facino, umanista, letterato e religioso italiano († 1506)
- Gentile da Montefeltro, nobildonna italiana († 1529)
- Luigi III Gesualdo, nobile italiano († 1517)
- Benedetto Ghirlandaio, pittore italiano († 1497)
- Guglielmo di Croÿ, nobile († 1521)
- Johannes Lichtenberger, astrologo tedesco
- Antonio Lombardo, scultore e architetto italiano († 1516)
- Pietro di Francesco Orioli, pittore italiano († 1496)
- Lucrezia Pico, nobildonna italiana († 1511)
- Florimond Robertet, funzionario francese († 1527)
- Antonello Sanseverino, nobile italiano († 1499)
- Antonio Savorgnan, politico italiano († 1512)
- Claudio di Seyssel, arcivescovo cattolico, giurista e letterato italiano († 1520)
- Carlo Sforza, nobiluomo italiano († 1483)
- Sergio Stiso, teologo italiano
- Andrea Trevisan, diplomatico e politico italiano († 1534)
- Teodoro Trivulzio, militare italiano († 1532)
- Giulio Vitelli, vescovo cattolico e condottiero italiano († 1530)
- Vitellozzo Vitelli, generale, politico e nobile italiano
- Catherine Woodville, nobile inglese († 1497)
- Elia del Medigo, filosofo († 1493)